# Transports en Tunisie
Le secteur des transports en Tunisie est détenu à près de 70 % par le secteur public. La tutelle de ce secteur est confiée au ministère du Transport qui a pour mission officielle de doter le pays d'un système de transport global, économique et sûr et d'en contrôler le bon fonctionnement en vue d'en faire un facteur de développement économique et social.
Il est composé de trois sous-secteurs : les transports terrestres, la marine marchande et l'aviation civile.

## Transport terrestre

### Transport ferroviaire

#### Chemins de fer

Carte du réseau ferroviaire tunisien.

Une grande partie du réseau ferroviaire tunisien est héritée de la colonisation française. Depuis l'indépendance, le gouvernement tunisien a entrepris un programme de modernisation des infrastructures.
Au total, en 2014, la Tunisie compte 2 173 kilomètres de rails et se voit reliée à l'Algérie par la ligne Ghardimaou-Souk Ahras. En 2014, 471 kilomètres des chemins de fer tunisiens sont à voie normale et 1 694 kilomètres sont à voie métrique, dont 65 kilomètres sont électrifiés.
La Société nationale des chemins de fer tunisiens gère le transport des voyageurs et des marchandises sur les lignes ferroviaires. Elle exploite par ailleurs des services ferroviaires de banlieue entre Sousse, Monastir et Mahdia sur la ligne électrifiée appelée Métro du Sahel.

#### Métro léger
Tunis reste la seule ville africaine et du monde arabe à se doter d'un métro léger. Actif depuis 1985, le réseau s'est enrichi progressivement pour comprendre aujourd'hui six lignes principales et deux lignes partielles (sur 45 kilomètres) équipées de 173 rames.
La tendance est au développement avec la livraison entre 2005 et 2007 de trente rames supplémentaires et l'extension du réseau dans le cadre de l'aménagement du Grand Tunis.

#### TGM
Le Tunis-Goulette-Marsa (TGM) est une ligne ferroviaire ancienne qui relie Tunis à La Marsa (banlieue nord) en passant par La Goulette. Sa longueur est de 19 kilomètres.

### Transport routier

#### Réseau routier

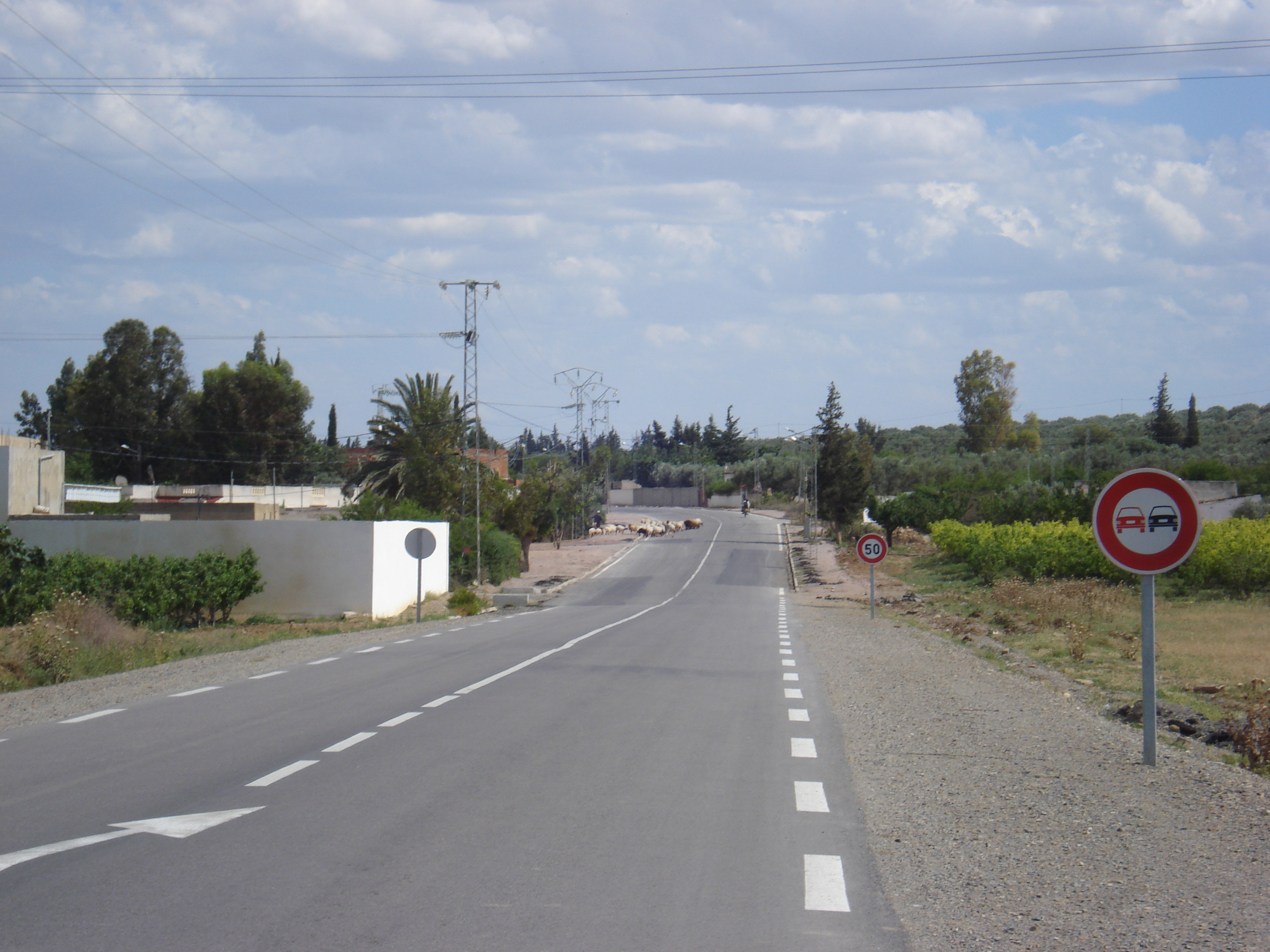
Route de campagne dans le nord du pays.

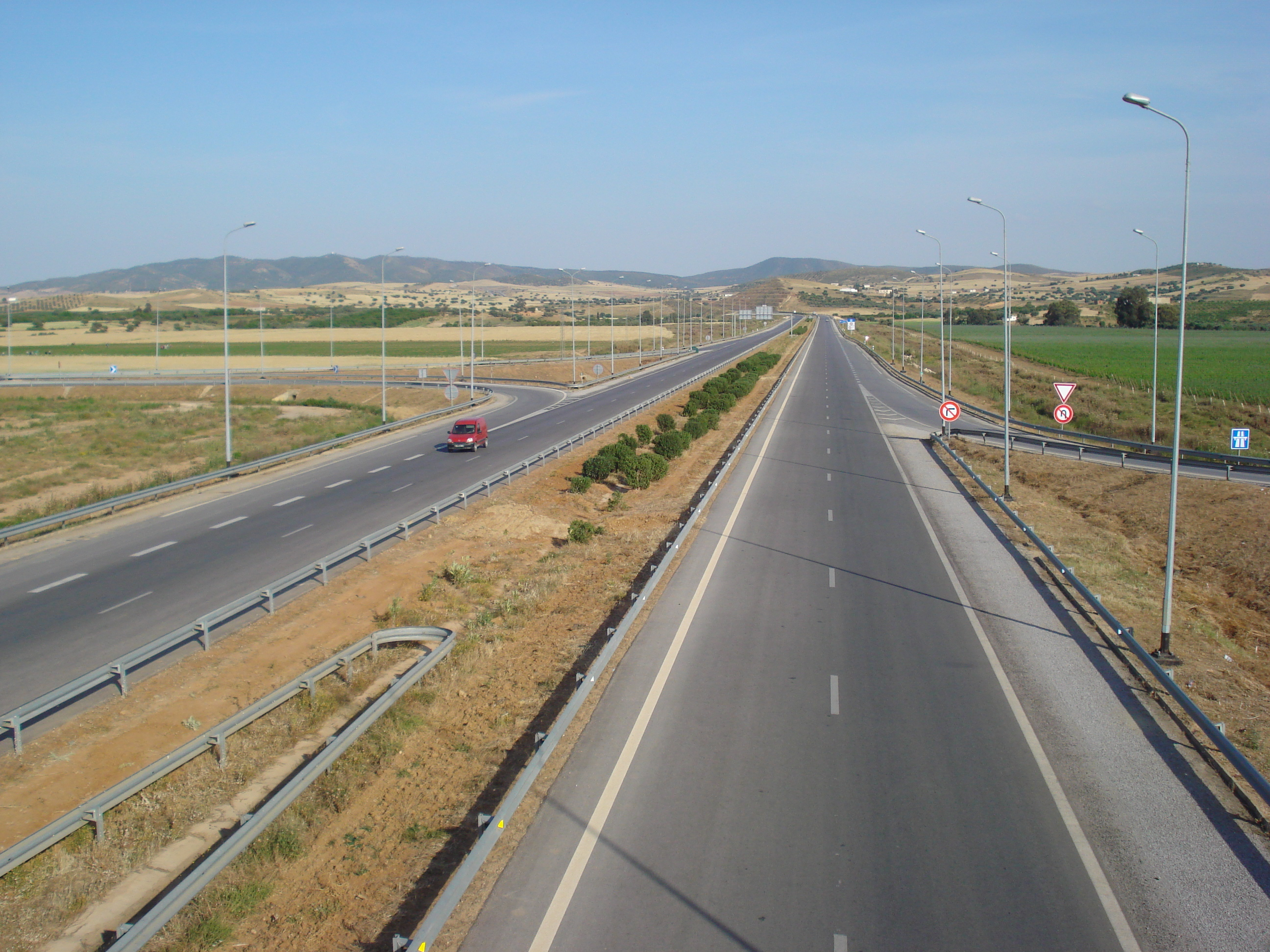
Voies de l'autoroute A3 en mai 2008.

En 2015, la Tunisie possède 20 000 kilomètres de routes. Pour la même année, 14 756 kilomètres. Le réseau des routes de Tunisie est correctement maillé si on le compare au modeste réseau ferroviaire. La construction de routes revêtues, et généralement bitumées, commence dans les années 1880 à la suite de l'instauration du protectorat français de Tunisie. En une décennie, 560 kilomètres sont aménagés en complément du chemin de fer. Il faut toutefois attendre 1921 pour que démarre un réseau routier d'envergure avec notamment la réalisation du grand axe littoral de la RN1 reliant Tunis à Sousse puis Sfax et Gabès. Le réseau a pour point nodal Tunis, capitale et premier centre économique, qui confirme sa polarisation extrême de l'espace tunisien. Le nord du pays agricole et les centres miniers sont également les premiers bénéficiaires du quadrillage routier de mieux en mieux interconnecté avec la création des nœuds routiers de Mateur (RN7-RN11) ou Enfida (RN1-RN2). Des axes pénètrent également à l'intérieur du pays comme l'axe Sousse-Le Kef (RN12).

Autoroutes en Tunisie.

À l'indépendance en 1956 et jusqu'en 1970, le jeune État entreprend de compléter les vides avec notamment un effort concentré sur l'ouest du pays qui totalise la moitié des kilomètres créés dans les années 1960. Ainsi, des routes sont tracées en diagonale telles que Le Kef-Kasserine (RN17) et Gabès-Kasserine (RN15). À partir des années 1970, les agglomérations littorales, et notamment Tunis, captent l'essentiel de l'effort d'aménagement à mesure que le développement économique du pays (dont l'une des activités clés est le tourisme) se concentre sur le littoral méditerranéen oriental. La première autoroute est mise en travaux au début des années 1980 et inaugurée en 1986. À la fin de l'année 2007, avec l'extension de l'A1 jusqu'à Sfax, la Tunisie possède ainsi plus de 360 kilomètres d'autoroutes.

#### Sécurité routière
Le nombre de tués dans des accidents de la route passe de 1 497 tués en 2007 à 1 623 tués en 2012.
81 % des accidents et 91 % des décès tunisiens sont attribués au comportement humain. L'excès de vitesse est la principale cause de blessés et de décès.
Les progrès en matière de sécurité routière sont mesurés par l'Observatoire national de la sécurité routière.
D'après La Presse de Tunisie, les mesures en matière de sécurité routière appliquées en Tunisie sont similaires à celles des pays développés mais la plus grande gravité des accidents routiers en Tunisie serait liée par exemple à une moindre action réglementaire et à un système de surveillance moins efficace. La violation de la loi, les comportements irresponsables et l'insouciance seraient également une explication de cette différence.
Le graphique qui aurait dû être présenté ici ne peut pas être affiché car il utilise l'ancienne extension Graph, désactivée pour des questions de sécurité. Des indications pour créer un nouveau graphique avec la nouvelle extension Chart sont disponibles ici.

Le graphique qui aurait dû être présenté ici ne peut pas être affiché car il utilise l'ancienne extension Graph, désactivée pour des questions de sécurité. Des indications pour créer un nouveau graphique avec la nouvelle extension Chart sont disponibles ici.

L'insécurité routière varie selon les régions avec, en 2014, une mortalité dépassant les vingt tués par 100 000 habitants dans les gouvernorats de Zaghouan, Béja et Médenine et inférieur à sept dans les gouvernorats de l'Ariana et de Bizerte, plus urbains et équipés de transports en commun :

« Les accidents mortels se concentrent plutôt en dehors des zones urbaines (62 %), et particulièrement sur les routes nationales (28 % des tués). Le plus grand nombre d'accidents mortels en dehors des zones urbaines s'explique par une plus forte gravité des accidents sur les routes rurales, les vitesses limites réglementaires et les vitesses pratiquées y étant plus élevées. Les facteurs des accidents les plus importants enregistrés sont l'excès de vitesse accompagné de l'inattention ou la traversée inattentive de la chaussée par le piéton (18 % en 2018). »

— Enjeux et défis de la sécurité routière en Tunisie.

#### Bus
Les transports urbains sont gérés par les différentes sociétés régionales de transports.
Le transport interurbain est défini comme étant un transport effectué sur des itinéraires dépassant le périmètre du transport urbain et régional. Il est assuré notamment par des opérateurs publics tels que la Société nationale de transport interurbain (SNTRI) et les douze sociétés régionales de transport.
En 2013, quatre sociétés privées de transport collectif urbain et suburbain opèrent dans la région de Tunis :
- Société de transport collectif de voyageurs (TCV) ;
- Société de transport urbain de Tunis (TUT) ;
- Société de transport collectif (STC) qui opère sous l'identité commerciale « Transport City »[7] ;
- Société de transport urbain et suburbain (TUS).

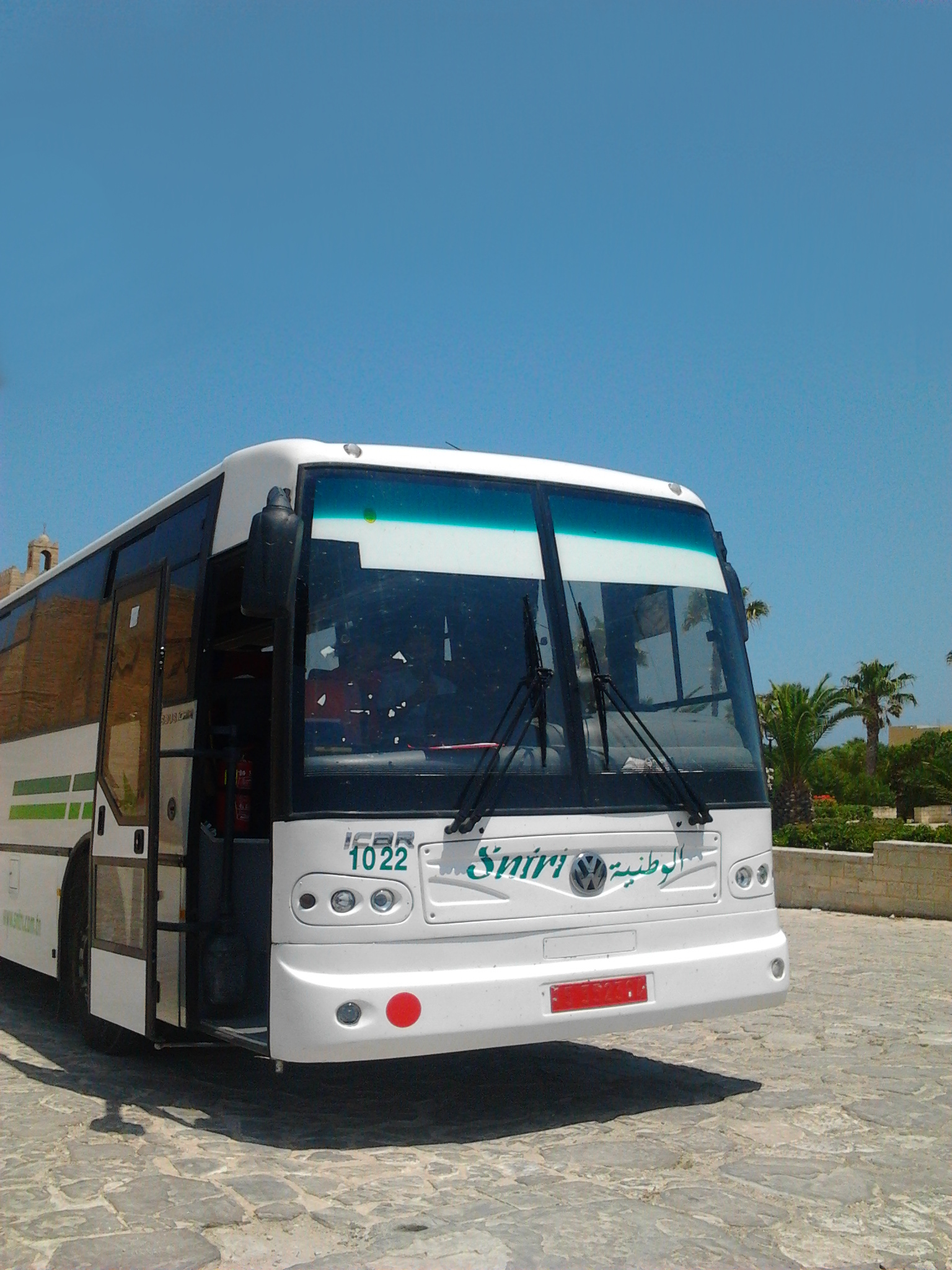
Bus appartenant à la SNTRI.
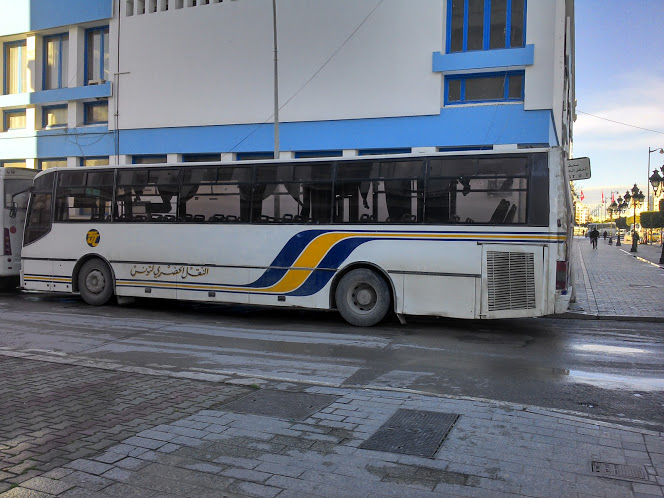
Bus de la TUT.
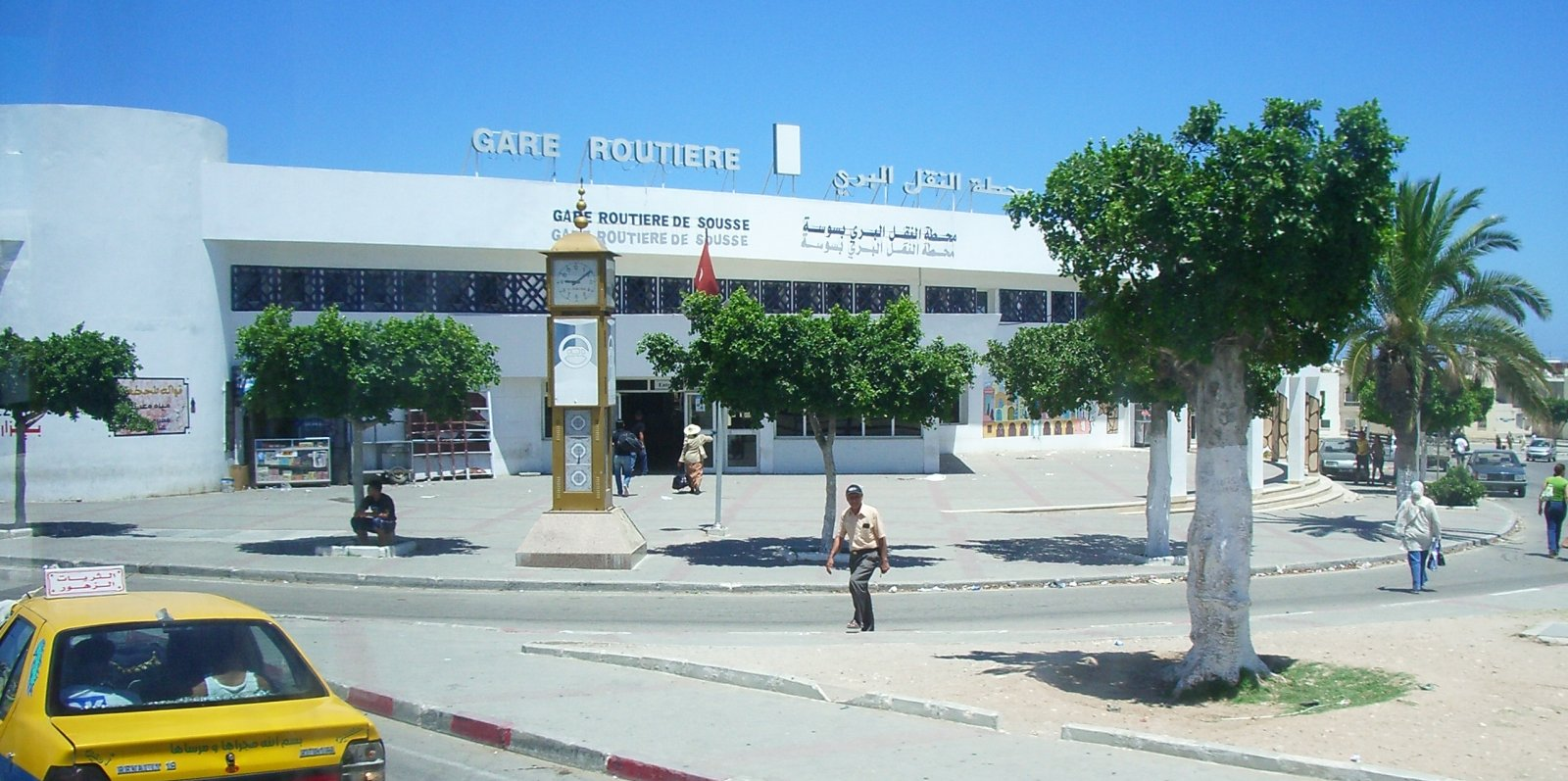
Gare routière de Sousse.

#### Taxis
Le taxi collectif est courant en Tunisie où on le nomme aussi « louage ». Des camionnettes font la navette entre les principales villes du pays. Les horaires n'étant pas fixes, la voiture ne part que lorsqu'elle est pleine, ce qui prend généralement moins de cinq minutes. Les voitures à bandes bleues desservent les environs d'une ville, tandis que celles à bandes rouges sont pour les longues distances.

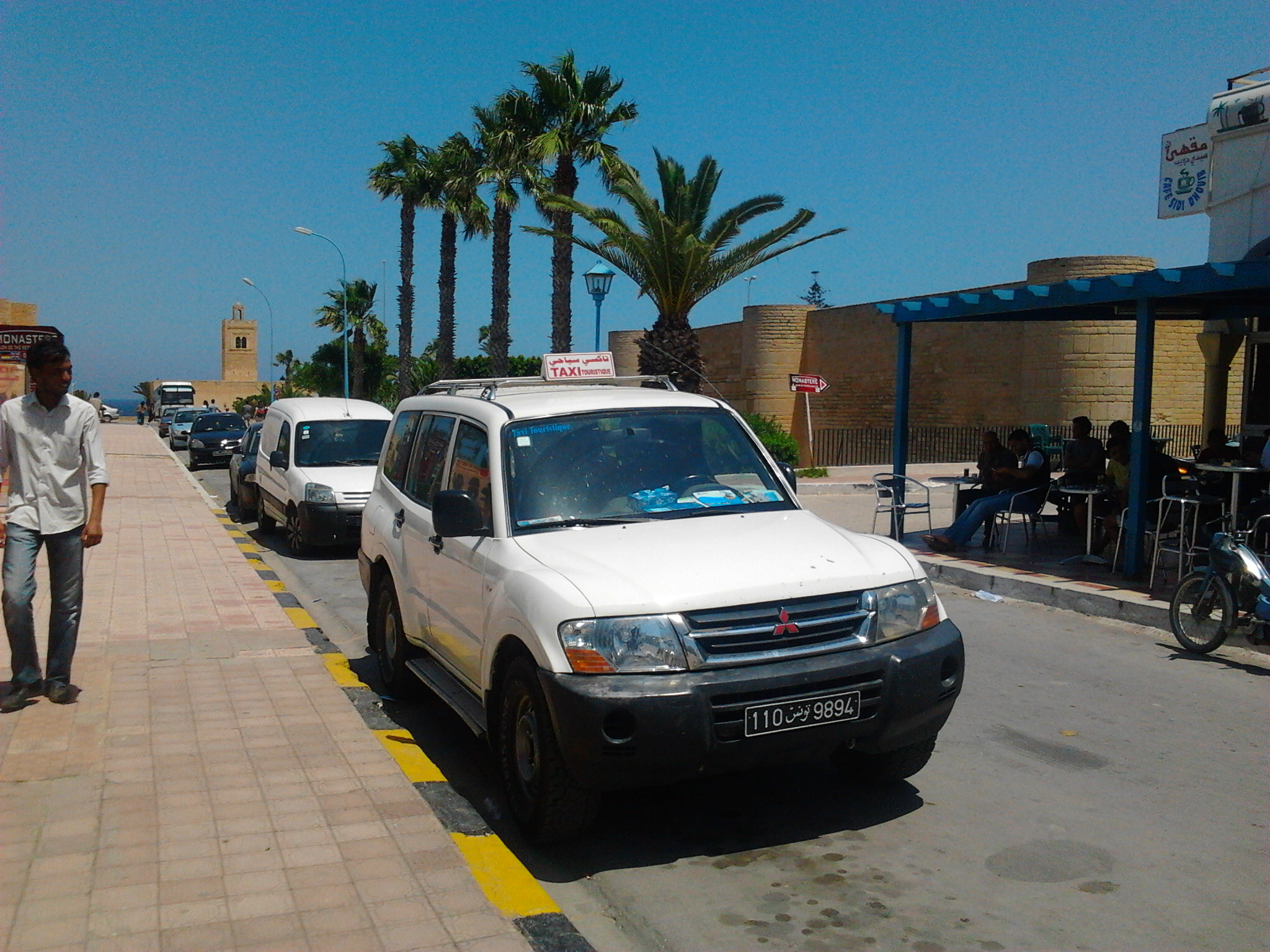
Taxi touristique appelé aussi « grand taxi » : Pour les trajets dans une même ville, Un taximètre est utilisé. Pour les trajets longs (inter-gouvernorats), un tarif fixe doit être payée sans utiliser le taximètre. Il peut se déplacer dans toute la Tunisie et se trouve dans une station de taxis.
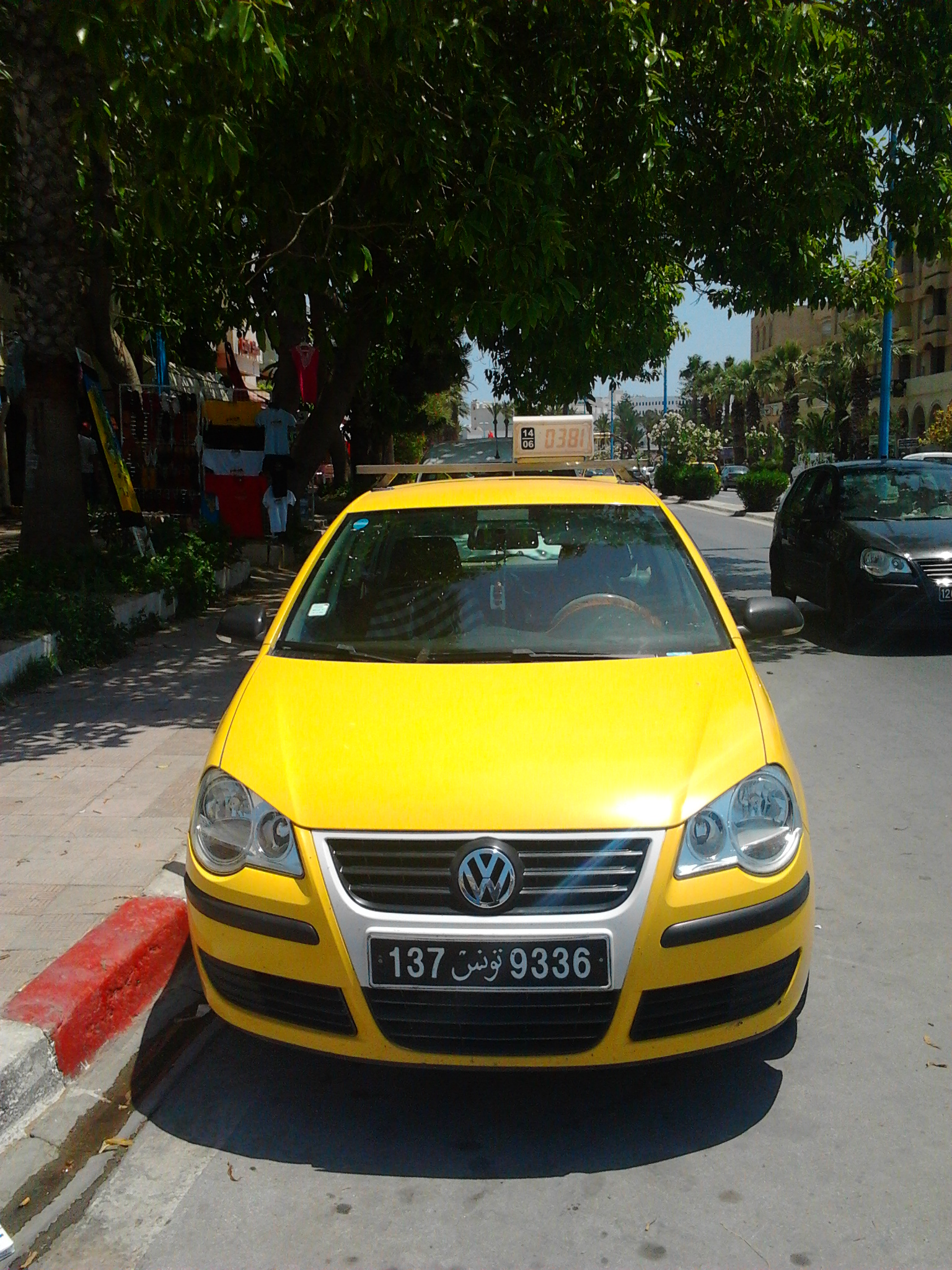
Taxi ou « petit taxi » : Il peut transporter quatre passagers. Un taximètre est utilisé. Chaque gouvernorat possède ses propres taxis qui ne doivent pas dépasser ces limites à l'exception du Grand Tunis où les petits taxis peuvent se déplacer entre quatre gouvernorats.
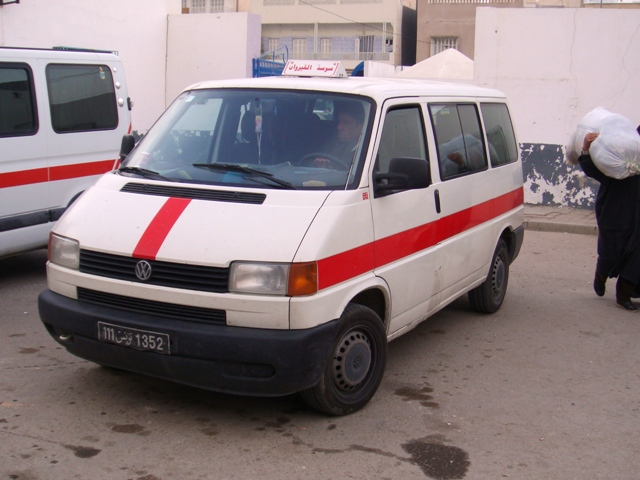
Louage à bande rouge : Ce taxi collectif interrégional relie les villes (ex. Sfax-Sousse). Les tarifs sont fixés par l'UTICA selon le nombre de kilomètres. Il compte huit passagers. On le trouve dans une station dédiée.
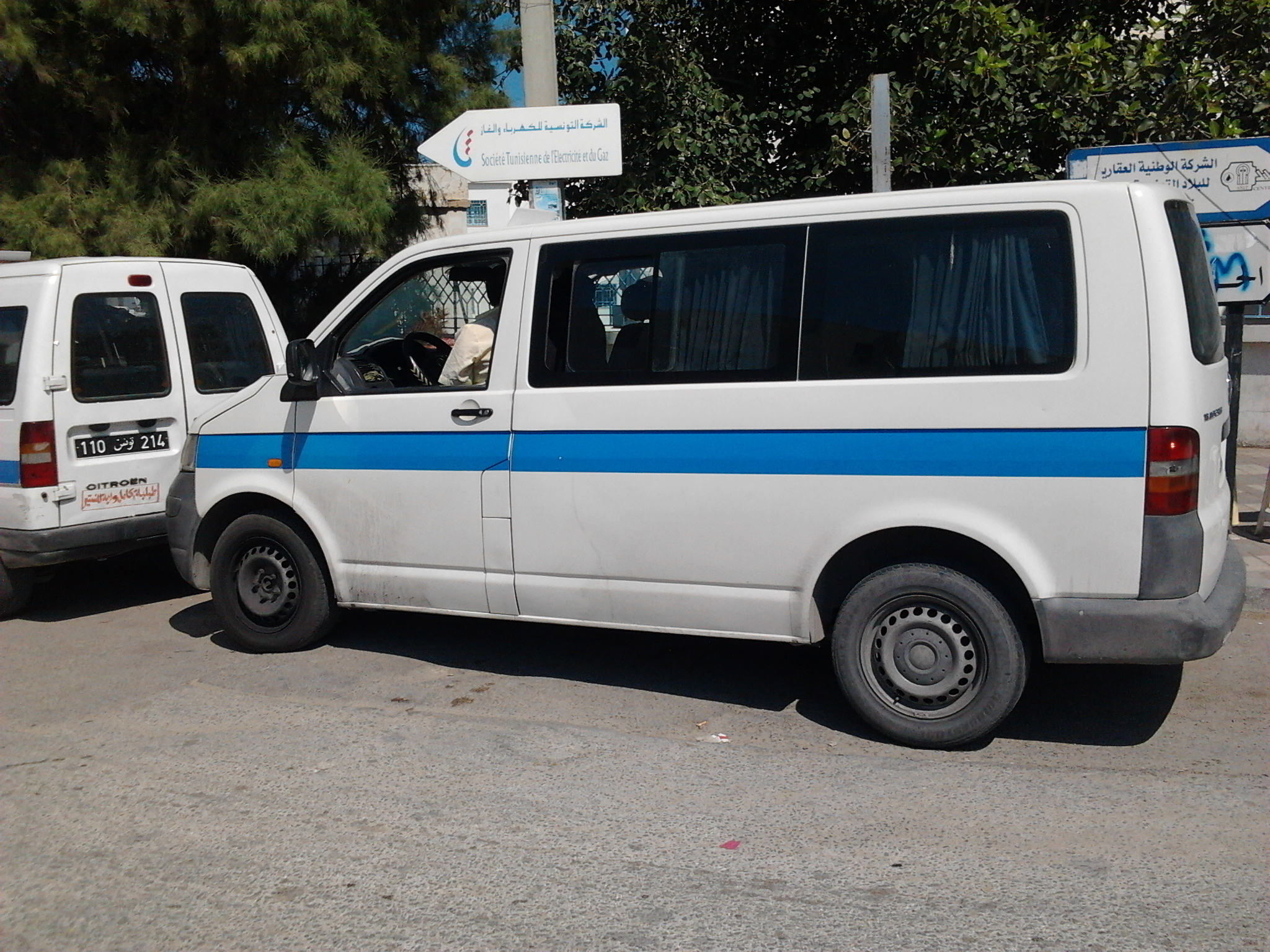
Louage à bande bleue : Il fonctionne selon le même principe que le louage à bande rouge sauf que c'est un louage inter-délégations (ex. Monastir-Jemmal). On le trouve dans une station dédiée.
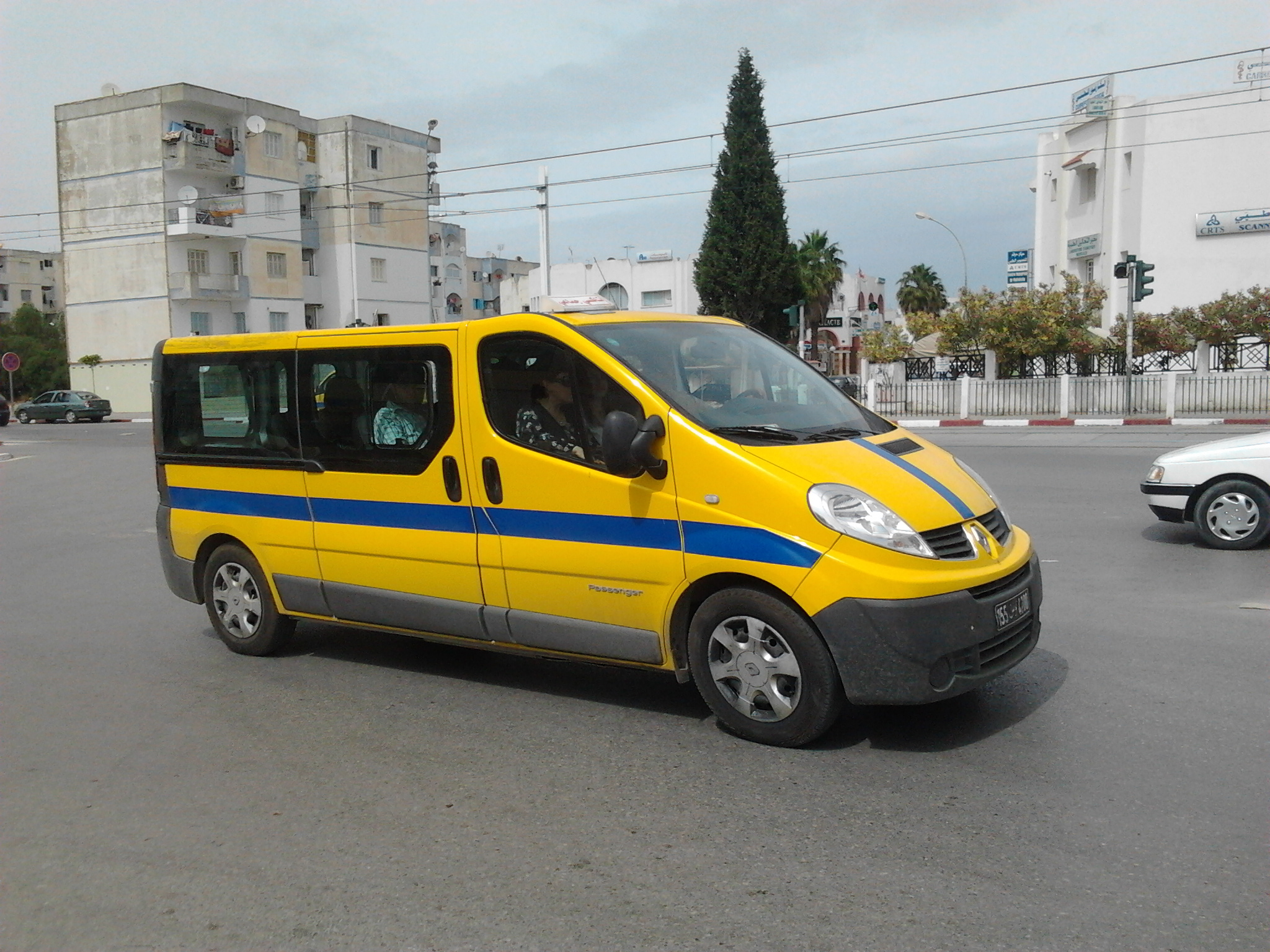
Taxi collectif : Ce véhicule peut transporter huit passagers. Son activité se concentre dans une agglomération urbaine. La tarification suit le principe de celle du louage. On le trouve dans une station dédiée.

## Transport maritime

### Ports de commerce

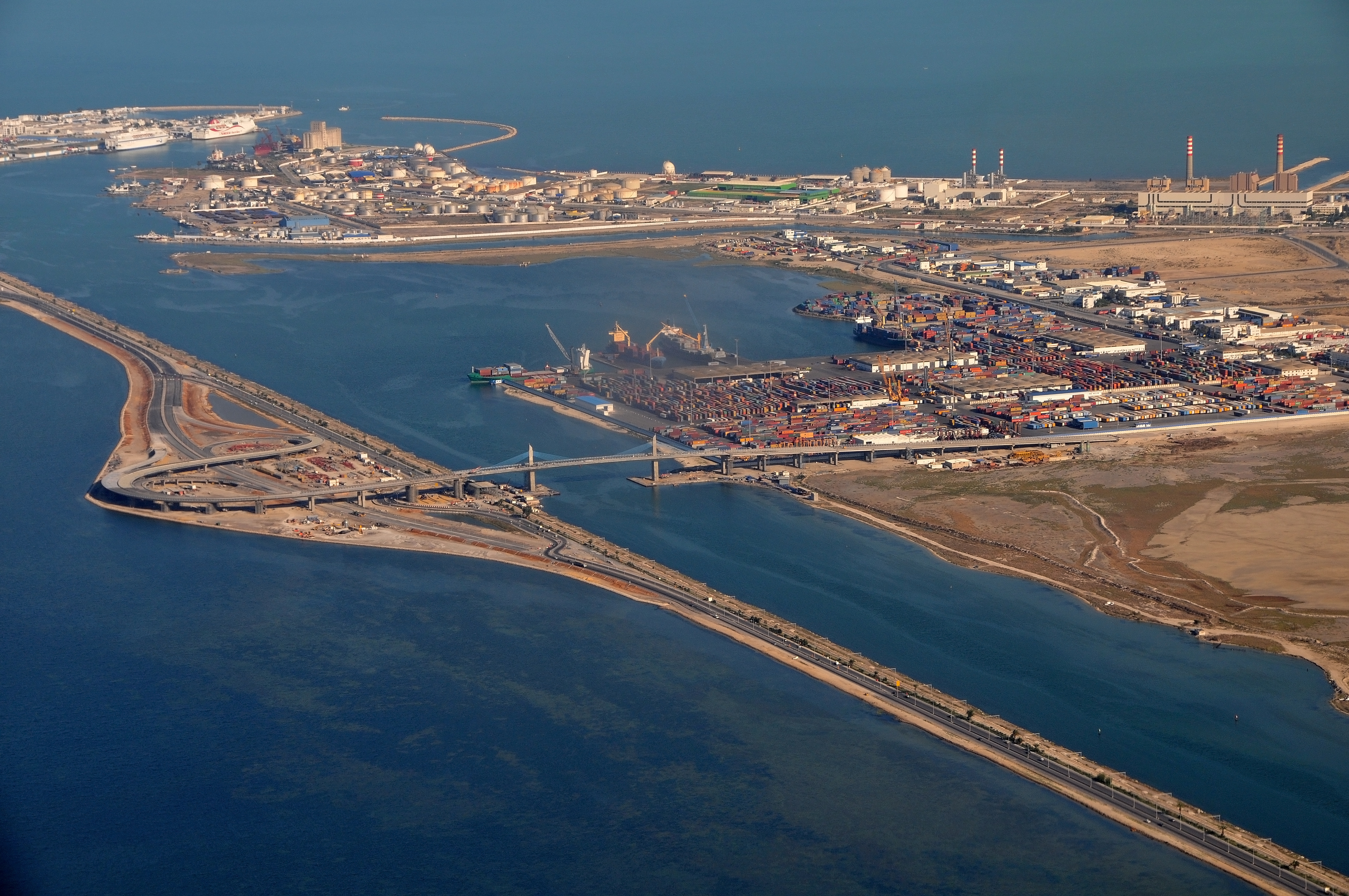
Vue aérienne du port de commerce de Radès.

- Bizerte : hydrocarbures (raffinerie de la STIR), vrac et quelques postes spécialisés ;
- La Goulette : spécialisé dans les navires de croisière ;
- Radès : rouliers et porte-conteneurs ;
- Sousse : marchandises diverses ;
- Sfax : vrac et divers ;
- Skhira : port pétro-chimique ;
- Gabès : principalement des chimiquiers ;
- Zarzis : marchandises diverses (faible trafic).

### Marine marchande
La marine marchande compte 71 navires.

## Transport aérien

### Aéroports

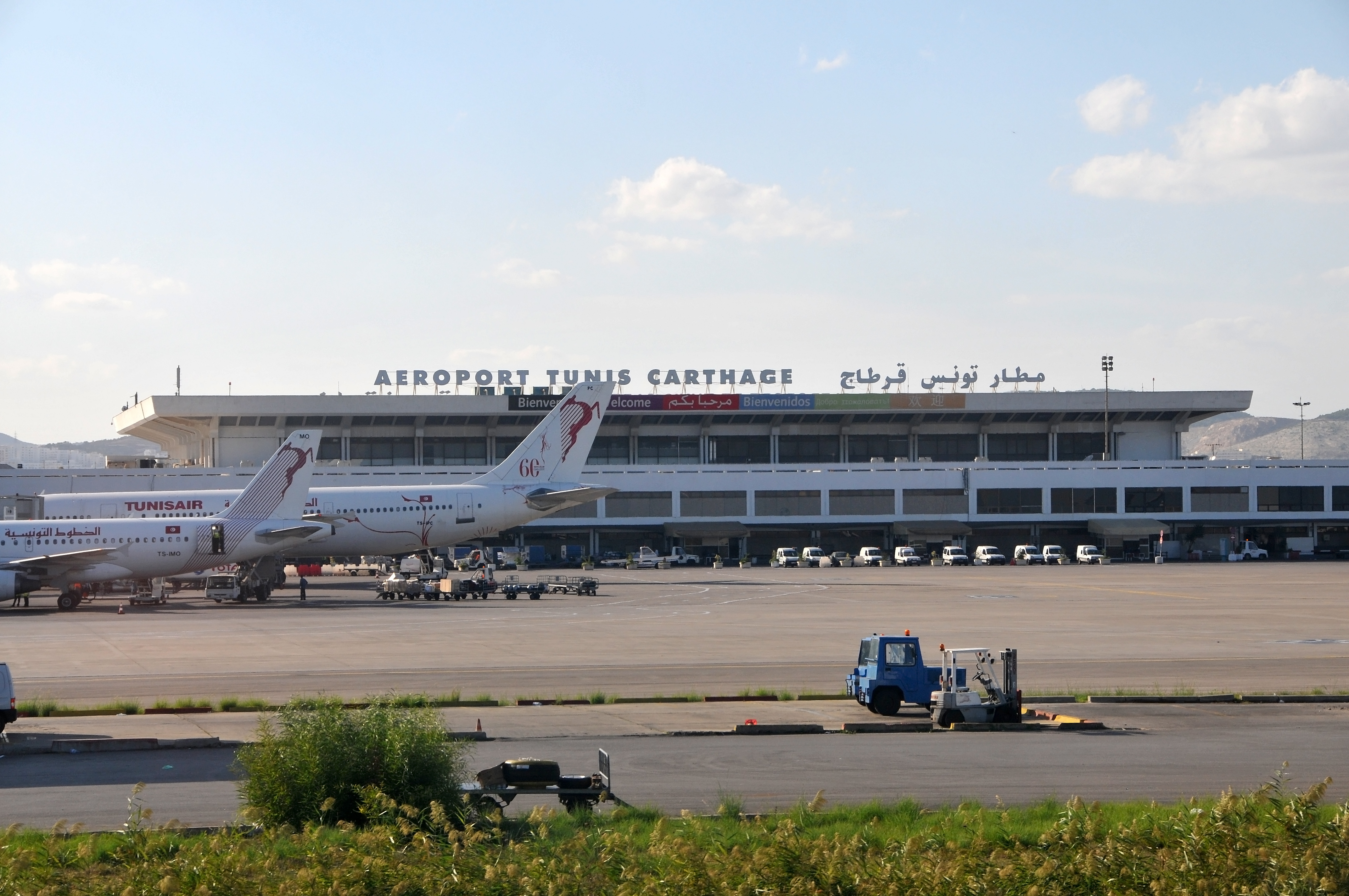
Vue du terminal de l'aéroport de Tunis-Carthage.

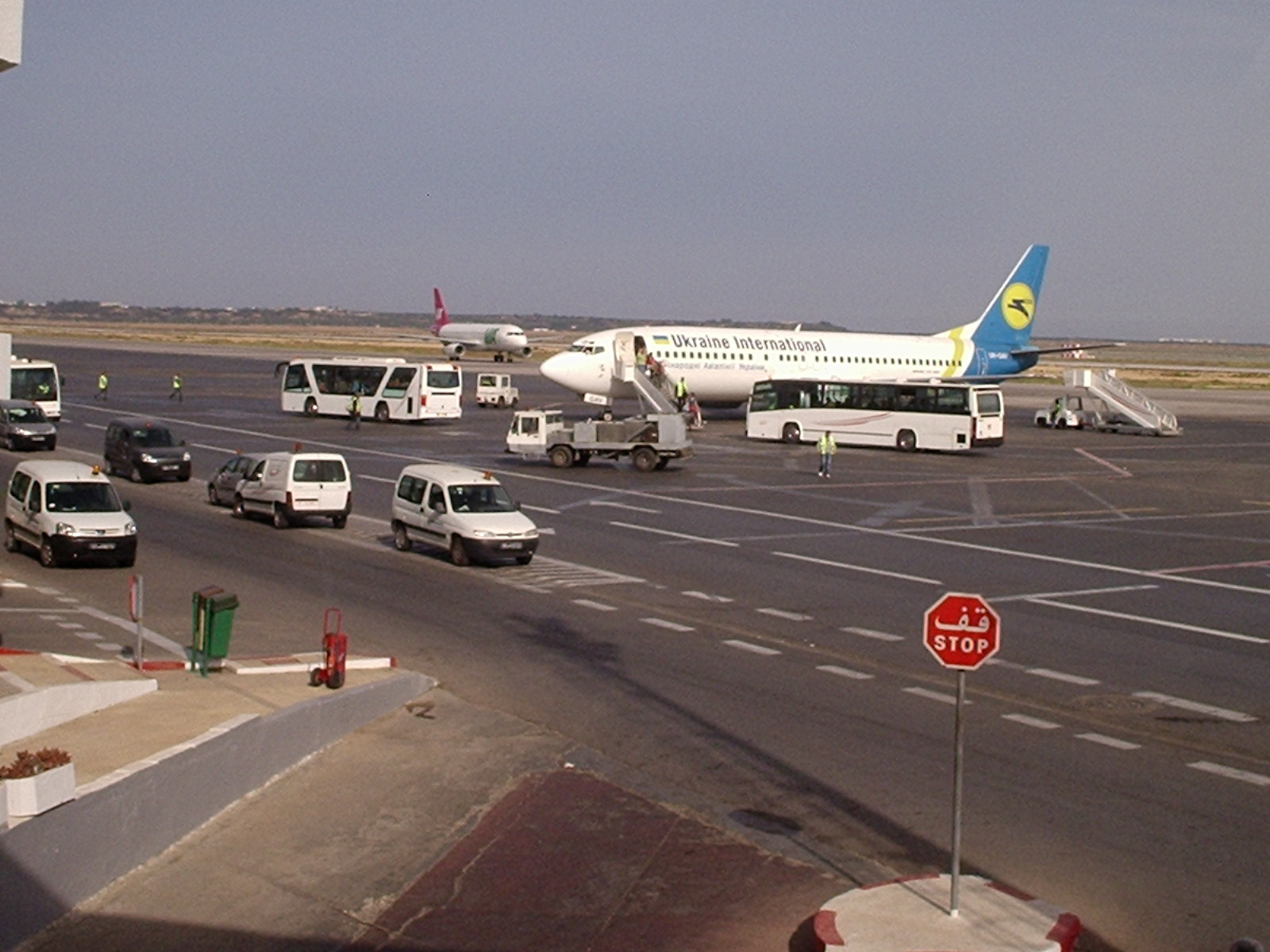
Avions sur le tarmac de l'aéroport de Monastir Habib-Bourguiba.

La Tunisie compte 29 aéroports en 2021 dont huit aéroports internationaux, qui sont, sauf mention contraire, gérés par l'Office de l'aviation civile et des aéroports :
- Djerba-Zarzis ;
- Enfidha-Hammamet (géré par le consortium turc TAV Airports Holding) ;
- Gabès-Matmata ;
- Gafsa-Ksar ;
- Monastir Habib-Bourguiba (géré par le consortium turc TAV Airports Holding) ;
- Sfax-Thyna ;
- Tabarka-Aïn Draham ;
- Tozeur-Nefta ;
- Tunis-Carthage.

Quinze sont des aéroports à pistes revêtues et se répartissent comme suit en 2021 :
- plus de 3 047 mètres : 4 ;
- 2 438 à 3 047 mètres : 6 ;
- 1 524 à 2 437 mètres : 2 ;
- 914 à 1 523 mètres : 3.

Pour les aéroports à pistes non-revêtues, en 2021, ils sont au nombre de quatorze :
- 1 524 à 2 437 mètres : 1 ;
- 914 à 1 523 mètres : 5 ;
- moins de 914 mètres : 8.

L'aéroport international de Tunis-Carthage est le plus grand et le plus ancien du pays ; il est devancé en termes de taille par le nouvel aéroport international d'Enfidha après l'achèvement des travaux de ce dernier. En 1986, l'aéroport international de Carthage réalisait 92 % du transport global de marchandises en Tunisie.

### Compagnies aériennes
La compagnie aérienne nationale est Tunisair qui est fondée en 1948. Le pays compte également trois compagnies à capitaux privés, Nouvelair Tunisie et Karthago Airlines, qui ont fusionné au sein d'un même groupe mais gardent leur identité propre, et Syphax Airlines. De plus, Freejet, une autre compagnie privée, a été autorisée par le Conseil national de l'aviation civile en même temps que Syphax Airlines en 2011.

## Transport par conduites
Le réseau tunisien est composé en 2013 de 3 111 kilomètres de gazoducs, de 1 381 kilomètres d'oléoducs et de 453 kilomètres de produits raffinés.
Le gaz algérien exporté vers l'Europe transite par la Tunisie et la Sicile via le gazoduc transméditerranéen.